# Pteropus niger
Pteropus niger, también conocido como zorro volador negro de Mauricio o murciélago de la fruta de Mauricio, es una especie de murciélago frugívoro de gran tamaño que pertenece al género Pteropus. Las especies de este género son comúnmente conocidas como zorros voladores. 

## Distribución
Pteropus niger es endémico de la Isla Mauricio e Isla Reunión de donde se extinguió en el siglo XVIII.